# 御伽ねこむ
御伽 ねこむ（おとぎ ねこむ、本名（旧姓）：奥山 美都輝（おくやま みつき）、1995年12月15日 - ）は、日本の元女性コスプレイヤー。かつての所属事務所はホリプロ（2015年4月 - 2018年）。夫は漫画家の藤島康介。

## 略歴・人物
大阪府出身・在住。大阪府立港南造形高等学校卒業。身長163cm。血液型はB型。趣味は絵を描くこと、コスプレ、寝ること。本名は沢山人が集まる場で美しく輝けるようにとつけられたという。芸名の「御伽」は辞書を開いて目に入った単語で「ねこむ」はサインをしたOTOGIのローマ字の並びがネコが寝転んでる形だったのでそこから付けた。
2012年に開催された第8回日本橋ストリートフェスタでコスプレイヤーのえなこに出会ったのがきっかけでコスプレを始める。
端正な容姿と大きい胸でも人気を集め、自分でも胸がチャームポイントと認めている。
2013年末、コミックマーケット（C85）の会場で『週刊プレイボーイ』編集部の者に声をかけられる。その後同誌が行った「アキバ男子が選ぶコスプレ美少女総選挙」で1位になり、『週刊プレイボーイ』2014年4月7日号でグラビアデビューを果たした。C85での御伽のコスプレは扶桑社が発行している週刊誌『SPA!』の公式サイト「日刊SPA!」でも取り上げられた。
漫画家を志しており、2014年4月から漫画やアニメなどを学ぶ専門学校に入学、漫画学科を専攻している。専門学校進学後もコスプレイヤーとしての活動は継続している。同年、週プレ誌上で開催された「アキバ男子が選ぶコスプレ総選挙」で1位を獲得。
2015年4月1日付で、ホリプロに所属。同年5月発売の『週刊ヤングジャンプ』にグラビア掲載。同誌掲載の漫画『東京喰種』のキャラクターなどに扮した。これが漫画誌初掲載となる。
2016年1月15日、スクウェア・エニックス刊「ヤングガンガン」3号（同年2月5日号）で初の表紙を担当。
2016年6月29日、自身のブログとTwitterにおいて、31歳年上の漫画家の藤島康介と結婚したこと、そして既に妊娠していることを公表した。今後は育児の状況や体調の様子を見ながら仕事を継続していく意向であるとしていた。なお、2016年7月21日発売のPlayStation 4用ロールプレイングゲーム『クロバラノワルキューレ Black Rose Valkyrie』は、藤島康介がキャラクターデザインを務めており、御伽ねこむが一之宮ルナ役で声優として初出演している。7月26日、第1子を出産。同年8月19日発売の『ヤングガンガン』にて、産後初となる妖怪たちに扮したコスプレを披露したが、これ以降コスプレ活動を休止し、所属していたホリプロを退所した。現在はアメーバブログを除く全ての公式SNSも閉鎖されている。

## 出演

### テレビ
- 謎解きLIVE 美白島殺人事件（2015年7月18日・19日、NHK） - 漆原朱里 役
- 有吉ジャポン （2015年9月4日、TBS）
- アイキャラ （2016年2月4日、日本テレビ）
- 行列のできる法律相談所（2016年6月19日、日本テレビ）
- 日本コスプレ化計画『CODE：0』（2016年7月23日、ファミリー劇場） - 五木あきら、KANAME☆、みゃこと出演[22]。

### 舞台
- 世界で一番美しい死体〜天狼院殺人事件〜（2015年3月22日、東京・豊島公会堂） - メイド 役[23]

### 映画
- 世界で一番美しい死体〜天狼院殺人事件〜（2015年3月22日、東京・豊島公会堂） - 主演[23]
- 燐寸少女 マッチショウジョ（2016年5月28日） - 橋本純 役[24]

### ネット配信
- ぶるぺん（2015年2月第1週、USTREAM、GYAO!） - 「超人気! 日本一可愛いコスプレイヤー」として出演（GYAO!版は全8回）[25]

### ゲーム
- 真空管ドールズ（2016年4月28日、ソニー・ミュージックエンタテインメント）- iOS・Android端末向けのアプリゲーム。カレン 役の公式レイヤー[26]。
- クロバラノワルキューレ Black Rose Valkyrie（2016年7月21日） - 一之宮ルナ 役[27]

### イベント
2013年
- コミックマーケット85（12月29日、東京国際展示場） - 衣装はアルミン・アルレルト（進撃の巨人）[28]

2015年
- コミックマーケット88（8月15日、東京国際展示場） - ぽにきゃんブースに出演。衣装はナッシェタニア（六花の勇者）[29]
- Tokyo Comic Con 2016 記者発表会（12月4日、ザ・リッツ・カールトン東京） - 衣装はオリジナルでテーマはデジタルフューチャーガール[30]。
- コミックマーケット89（12月30・31日、東京国際展示場）- 衣装はララ・サタリン・デビルーク（To LOVEる -とらぶる-）ベルダンディー（ああっ女神さまっ）[31][32]

2016年
- ブレス オブ ファイア6 白竜の守護者たち 記者発表会（2月4日、秋葉原UDXギャラリー） - 火将ロシエル、倉持由香、坂元由奈、茶々助、まゆふぁむと出演。衣装はニーナ（ブレス オブ ファイアII 使命の子）[33]
- ニコニコ超会議2016（4月29・30日、幕張メッセ） - 真空管ドールズブースに出演。衣装はカレン（真空管ドールズ）[26][34]
- Lobi感謝祭2016 千の勇者と迷宮王国（6月4日、秋葉原UDXアキバ・スクエア） - 真空管ドールズブースに出演。衣装はカレン[35]。
- WAR OF BRAINS 発表会（6月14日、タカラトミー） - 衣装はラピス（WAR OF BRAINS）[36]

### CM
- 辛王（からおう）（2016年3月 - 、ポッカサッポロフード&ビバレッジ）[37]

## 書籍

### 写真集
- #いろいろ着てみたけど可能性は感じないでほしい（2016年1月1日、ホリプロ）- ISBN 4904587154[38]
- 月刊ドロンジョ doronjo by 御伽ねこむ（2016年6月27日、制作発行：Mファクトリー／エムアップ、販売:ローソンHMVエンタテイメント）[39][40]

### 雑誌
2014年
- 週刊プレイボーイ 2014年4/7号（3月24日、集英社） - グラビアデビュー[41]。目次は「日本で一番かわいいコスプレイヤー。」[42]

2015年
- 週刊ヤングジャンプ 2015年6/4号（5月21日、集英社）[43]
- ヤングアニマル 2016年1/8号（12月25日、白泉社）- 見出しは「美少女レイヤーが「変女」コラボ!!」[44]

2016年
- ヤングガンガン 2016年2/5号（1月15日、スクウェア・エニックス） - 表紙。見出しは「ワールドワイドコスプレイヤー♥ 表紙&巻頭グラビア」[17]
- SNOW MIKU 2016（2月2日、主婦の友社）[45]
- 週刊プレイボーイ 2016年2/22号（2月8日、集英社） - 見出しは「日本一かわいいコスプレイヤーのGカップ」[46]
- ヤングアニマル 2016年4/22号（4月8日、白泉社） - 見出しは「「変女」〜変な女子高生 甘栗千子〜 此ノ木よしる 大人気企画再び!!「変女」コラボグラビア」[47]
- 週刊東京ウォーカー＋(プラス) No.12（6月15日、角川マガジンズ）[8]
- COSPLAYMATE -コスプレイメイト- vol.1（7月25日、ワニブックス） - 表紙[48]。

## 受賞
- LINE BLOG OF THE YEAR 2015 新人賞[49]